# 연수구의 행정 구역
인천 연수구의 행정 구역은 6개의 법정동과 그것을 관리하는 15개 행정동으로 구성되어 있다. 연수구의 면적은 54.95km2이며, 인구는 2019년 2월 기준으로 131,716 가구, 361,763명이다.

## 행정 구역

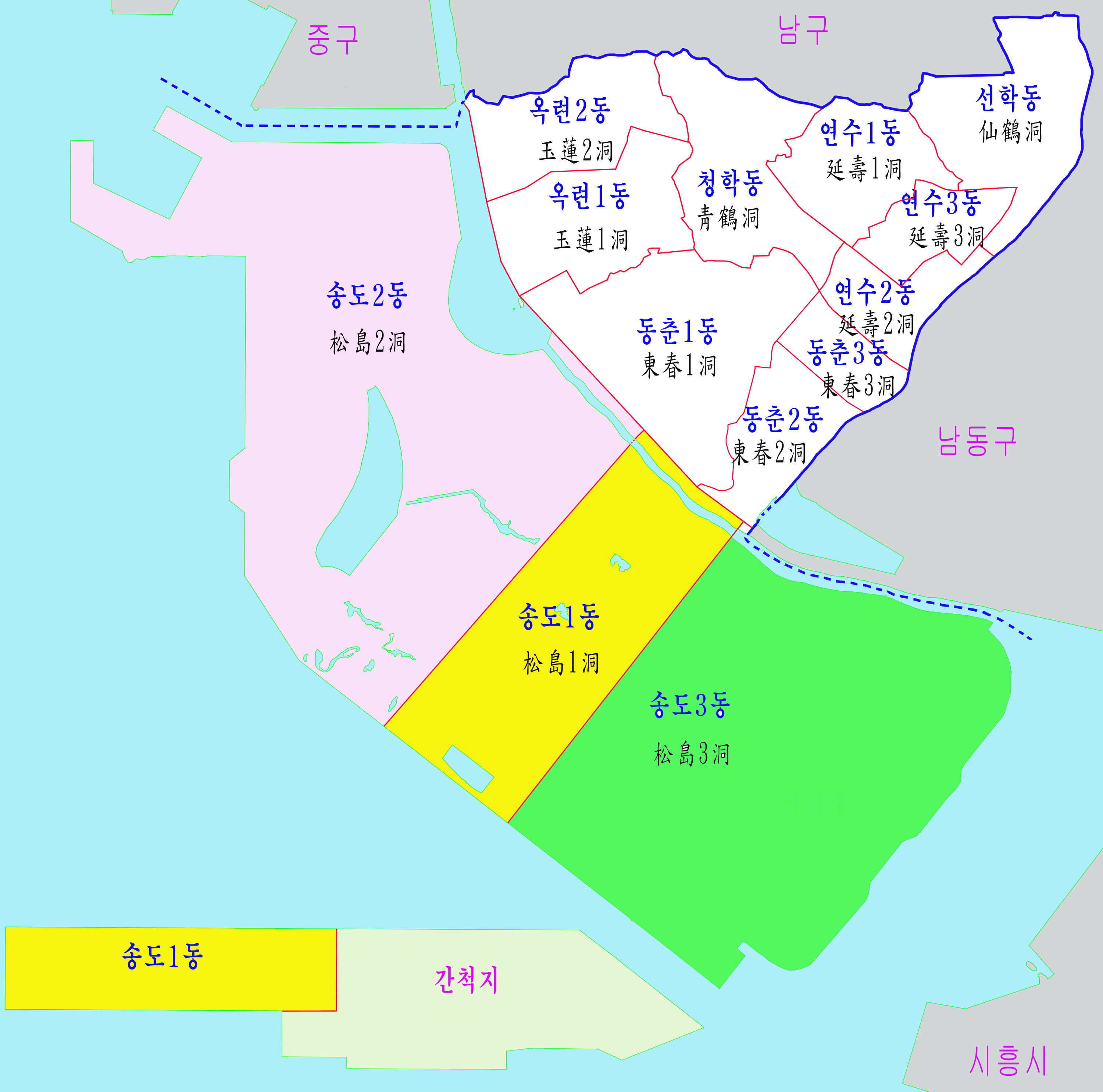

| 행정동  | 법정동 | 한자   | 면적  | 세대    | 인구    |
| ------- | ------ | ------ | ----- | ------- | ------- |
| 옥련1동 | 옥련동 | 玉蓮洞 | 2.15  | 8,287   | 20,949  |
| 옥련2동 | 옥련동 | 玉蓮洞 | 1.92  | 7,960   | 21,826  |
| 선학동  | 선학동 | 仙鶴洞 | 2.41  | 8,138   | 18,456  |
| 연수1동 | 연수동 | 延壽洞 | 1.66  | 10,380  | ,8341   |
| 연수2동 | 연수동 | 延壽洞 | 1.00  | 9,740   | 22,617  |
| 연수3동 | 연수동 | 延壽洞 | 0.86  | 7,604   | 17,847  |
| 청학동  | 청학동 | 靑鶴洞 | 2.39  | 12,511  | 26,818  |
| 동춘1동 | 동춘동 | 東春洞 | 3.79  | 6,491   | 19,099  |
| 동춘2동 | 동춘동 | 東春洞 | 1.31  | 6,860   | 19,679  |
| 동춘3동 | 동춘동 | 東春洞 | 0.72  | 5,807   | 19,411  |
| 송도1동 | 송도동 | 松島洞 | 9.7   | 10,722  | 34,013  |
| 송도2동 | 송도동 | 松島洞 | 3.7   | 11,496  | 36,641  |
| 송도3동 | 송도동 | 松島洞 | 10.74 | 17,515  | 47,414  |
| 송도4동 | 송도동 | 松島洞 | 6.8   | 9,055   | 24,763  |
| 송도5동 | 송도동 | 松島洞 | 5.7   | 10,572  | 29,092  |
| 연수구  | 연수구 | 延壽區 | 54.95 | 132,861 | 352,172 |

## 개요
| 행정동  | 법정동 | 설명 |
| ------- | ------ | --- |
| 옥련1동 | 옥련동 | 1995년 3월 1일 남구에서 연수구가 분구될 때 연수구에 편입되었다. |
| 옥련2동 | 옥련동 | 1995년 3월 1일 남구에서 연수구가 분구될 때 연수구에 편입되었다. |
| 선학동  | 선학동 | 1977년 5월 10일 행정동 남촌·선학동에서 선학동으로 개칭하였다. 1988년 1월 1일 행정동 선학동 중 일부인 남촌동이 이 날 신설된 남동구로 편입되었다. |
| 연수1동 | 연수동 | 본래 인천부 먼우금면 소속의 함박마을과 망해리 지역으로, 1914년에 부천군 문학면에 편입되었다. 1940년 인천부에 편입되어 연수정으로 개칭하였고, 1946년 연수동으로 개칭하였다. 이후 청학동과 함께 행정동 연수·청학동이 되었다가 1977년 5월 10일 연수·청학동에서 연수동으로 개칭하였으며, 1994년 연수1, 2동, 청학동으로 분동되었다. 1995년 3월 1일 남구에서 연수구가 분구될 때 연수구에 편입되었다. |
| 연수2동 | 연수동 | 본래 인천부 먼우금면 소속의 함박마을과 망해리 지역으로, 1914년에 부천군 문학면에 편입되었다. 1940년 인천부에 편입되어 연수정으로 개칭하였고, 1946년 연수동으로 개칭하였다. 이후 청학동과 함께 행정동 연수·청학동이 되었다가 1977년 5월 10일 연수·청학동에서 연수동으로 개칭하였으며, 1994년 연수1, 2동, 청학동으로 분동되었다. 1995년 3월 1일 남구에서 연수구가 분구될 때 연수구에 편입되었다. |
| 연수3동 | 연수동 | 본래 인천부 먼우금면 소속의 함박마을과 망해리 지역으로, 1914년에 부천군 문학면에 편입되었다. 1940년 인천부에 편입되어 연수정으로 개칭하였고, 1946년 연수동으로 개칭하였다. 이후 청학동과 함께 행정동 연수·청학동이 되었다가 1977년 5월 10일 연수·청학동에서 연수동으로 개칭하였으며, 1994년 연수1, 2동, 청학동으로 분동되었다. 1995년 3월 1일 남구에서 연수구가 분구될 때 연수구에 편입되었다. |
| 청학동  | 청학동 | 행정동 청학동은 1994년 7월 1일 남구 연수동에서 분동되었다. |
| 동춘1동 | 동춘동 | 본래 인천부 먼우금면 소속 6개 마을로 구성되어 있었으며 1914년 6개 마을을 합쳐 부천군 문학면 동춘리로 되었고 1940년 다시 인천부로 편입되어 동춘정으로 되었으며 1946년 동춘동으로 개칭하였다. 1995년 3월 1일 남구에서 연수구가 분구될 때 연수구에 편입되었다. |
| 동춘2동 | 동춘동 | 본래 인천부 먼우금면 소속 6개 마을로 구성되어 있었으며 1914년 6개 마을을 합쳐 부천군 문학면 동춘리로 되었고 1940년 다시 인천부로 편입되어 동춘정으로 되었으며 1946년 동춘동으로 개칭하였다. 1995년 3월 1일 남구에서 연수구가 분구될 때 연수구에 편입되었다. |
| 동춘3동 | 동춘동 | 본래 인천부 먼우금면 소속 6개 마을로 구성되어 있었으며 1914년 6개 마을을 합쳐 부천군 문학면 동춘리로 되었고 1940년 다시 인천부로 편입되어 동춘정으로 되었으며 1946년 동춘동으로 개칭하였다. 1995년 3월 1일 남구에서 연수구가 분구될 때 연수구에 편입되었다. |
| 송도1동 | 송도동 | 1997년부터 동춘동 앞바다에 매립 중인 간척지로, 송도신도시라고 불린다. 2006년 법정동 송도동이 신설되었다. |
| 송도2동 | 송도동 | 1997년부터 동춘동 앞바다에 매립 중인 간척지로, 송도신도시라고 불린다. 2006년 법정동 송도동이 신설되었다. |
| 송도3동 | 송도동 | 1997년부터 동춘동 앞바다에 매립 중인 간척지로, 송도신도시라고 불린다. 2006년 법정동 송도동이 신설되었다. |
| 송도4동 | 송도동 | 1997년부터 동춘동 앞바다에 매립 중인 간척지로, 송도신도시라고 불린다. 2006년 법정동 송도동이 신설되었다. |
| 송도5동 | 송도동 | 1997년부터 동춘동 앞바다에 매립 중인 간척지로, 송도신도시라고 불린다. 2006년 법정동 송도동이 신설되었다. |

## 연혁
- 1995년 3월 1일 남구의 일부를 관할로 연수구를 설치하였고,[2] 연수1동을 연수1동과 연수3동으로, 동춘동을 동춘1동과 동춘2동으로 분동하였다.[3] (8행정동 5법정동)

| 법률 제4802호                               |             |
| 구 행정구역 (법정동)                        | 신 행정구역 |
| 남구 옥련동, 선학동, 연수동, 청학동, 동춘동 | 연수구 일원 |
- 1996년 1월 1일 동춘2동을 동춘2동, 청량동으로 분동하였다.[4] (9행정동)
- 2003년 3월 1일 옥련동을 옥련1동, 옥련2동으로 분동하였다.[5] (10행정동)
- 2003년 12월 19일 청량동을 동춘3동으로 개칭하였다.[6]
- 2006년 3월 6일 법정동 송도동을 신설하여[7] 동춘2동의 관할에 두었다.[8] (6법정동)
- 2007년 1월 1일 동춘2동을 동춘2동, 송도동으로 분동하였다.[9] (11행정동)
- 2012년 1월 1일 송도동을 송도1동, 송도2동으로 분동하였다.[10] (12행정동)
- 2014년 9월 24일 : 송도3동이 송도1동에서 분동하였다.[11] (13행정동)
- 2019년 1월 1일 : 송도4동이 송도2동에서 분동하였다.(14행정동)
- 2020년 10월 26일 : 송도5동이 송도4동에서 분동하였다.(15행정동)